# ポイフル
ポイフルは、明治が発売している菓子である。

## 概要
1993年発売の糖衣グミ。2016年には大粒ポイフルが発売された。2019年10月1日よりコーラ&ソーダが販売されている。

## CM出演者・CMソング
- JUDY AND MARY
  - 『自転車』JUDY AND MARY（1995年）[3]
- 西内まりや
- M!LK
  - 『恋がはじまる』M!LK（2024年）